# Ormosia decussata
Ormosia decussata är en tvåvingeart som beskrevs av Alexander 1924. Ormosia decussata ingår i släktet Ormosia och familjen småharkrankar. Inga underarter finns listade i Catalogue of Life.